# Kušnarenkovskij rajon
Il Kušnarenkovskij rajon (in russo Кушнаренковский район?) è un municipal'nyj rajon della Repubblica della Baschiria, nella Russia europea.